# بيلانكا سي إتش-400
بيلانكا سي إتش-400 (بالإنجليزية: Bellanca CH-400)‏ هي طائرة منافع، بمقصورة، وبمحرك واحد. أنتجت في الولايات المتحدة. من صناعة بيلانكا. كان أول طيران لها في 1930. صنع منها 32 طائرة.